# SN 2010hy
SN 2010hy – supernowa typu Ic odkryta 4 września 2010 roku w galaktyce A185932+1924. W momencie odkrycia miała maksymalną jasność 19,10m.